# Jarra syagrii
Jarra syagrii är en stekelart som först beskrevs av Aaron J. Pemberton 1921.  Jarra syagrii ingår i släktet Jarra och familjen bracksteklar. Inga underarter finns listade i Catalogue of Life.